# Jean Gérard de Poitiers
Jean Gérard de Poitiers (* ca. 1368; † 1452) war ein französischer Prälat des 14. und 15. Jahrhunderts. Er war der Sohn von Charles, Seigneur de Saint-Vallier und Simonne de Méry. Sein Bruder war Charles de Poitiers, Bischof von Châlons und Langres.
Jean de Poitiers war Propst der Kirche von Saint-Omer und wurde 1390 zum Bischof von Valence gewählt. Darüber hinaus war er Rektor des Comtat Venaissin. Die Nachfolge als Bischof von Valence trat sein Neffe Louis an. 
Nach dem Tod des Erzbischofs von Vienne, Geoffroy de Vassali im Jahr 1448, bemühte sich Ludwig XI. an seine Stelle Jean de Poitiers einzusetzen, mittlerweile Bischof von Valence und Die. Als Papst Eugen IV. verstarb, entschied sich Nikolaus V. – ohne Rücksicht auf dessen päpstlichen Erlass hin – für Jean de Castre als Nachfolger von Vassali. Der Dauphin gab in dieser Sache jedoch nicht nach und setzte dennoch Jean de Poitiers ein.
Der Erzbischof erstellte eine neue 52 Artikel umfassende Gemeindeordnung. 1450 musste Jean de Poitiers an Ludwig die Hälfte der weltlichen Gerichtsbarkeit in Vienne und der Grafschaft abtreten. Der Dauphin behielt die Ernennung des Prior und alle weiteren Berufungen seinen Amtmännern (vibailli) vor. Den Kanonikern von Saint-Maurice überließ er die Jurisdiktion der Klöster. Diese Aufteilung der Gerichtsbarkeit wurde bis 1793 beibehalten.
| Vorgänger       | Amt                             | Nachfolger         |
| --------------- | ------------------------------- | ------------------ |
| Henric II.      | Bischof von Valence 1390–1448   | Louis von Poitiers |
| Geoffroy Vassal | Erzbischof von Vienne 1448–1452 | Jean du Chastel    |

| Personendaten    | Personendaten            |
| ---------------- | ------------------------ |
| NAME             | Poitiers, Jean Gérard de |
| KURZBESCHREIBUNG | Erzbischof von Vienne    |
| GEBURTSDATUM     | um 1368                  |
| STERBEDATUM      | 1452                     |